# Cantillac
Cantillac är en kommun i departementet Dordogne i regionen Nouvelle-Aquitaine i sydvästra Frankrike. Kommunen ligger i kantonen Champagnac-de-Belair som tillhör arrondissementet Nontron. År 2018 hade Cantillac 190 invånare.

## Befolkningsutveckling
Antalet invånare i kommunen Cantillac
Referens:INSEE